# Sing for the Moment
«Sing For the Moment» (рус. «Пой, пока поётся») — песня американского рэпера Эминема из его четвёртого студийного альбома The Eminem Show, выпущенная в качестве сингла 25 февраля 2003 года.

## Информация о песне
Эминем взял в качестве семпла песню группы Aerosmith под названием «Dream On». Джо Пэрри исполняет гитарное соло в песне, а Стивен Тайлер поёт припев песни.
«Sing for the Moment» позже был выпущен на сборнике лучших хитов Эминема, Curtain Call: The Hits в 2005 году.
Тематикой «Sing For The Moment» является влияние рэп-музыки на общество, а также разногласия Эминема с критиками и другими. Эминем написал песню для того, чтобы опровергнуть мнения критиков о том, что якобы рэпер поощряет насилие, заявив, что совершение преступления находится в руках преступника. В песне Эминем также объясняет, что его песни имеют положительное влияние на молодёжь, утверждая, что его музыка лечит от депрессии и от скуки. Также в этой песне ссылается случай препирательства Эминема с вышибалой по имени John Guerra «Sing for the Moment» дебютировал под 14-м номером в США на Billboard Hot 100 Singles Chart, а также под шестым номером в чарте синглов Великобритании, и под номером 5 в Австралии.

## Видеоклип
Видеоклип для «Sing for the Moment» был снят и выпущен в 2003 году. Видео в основном состоит из записей с концертов Эминема, в том числе с «The Anger Management Tour». В клипе присутствуют рэперы Dr. Dre, 50 Cent, Ludacris и группа D12. Аналогичным образом был снят видеоклип к песне 50 Cent’а «If I Can’t».

### Список композиций
Немецкий CD-сингл
| №                   | Название              | Автор(ы)                                         | Продюсеры                      | Длительность            |
| ------------------- | --------------------- | ------------------------------------------------ | ------------------------------ | ----------------------- |
| 1.                  | «Sing for the Moment» | S. Tyler, M. Mathers, J. Bass, L. Resto, S. King | Eminem, Jeff Bass (сопродюсер) | 5:40                    |
| 2.                  | «Rabbit Run»          | M. Mathers, L. Resto                             | Eminem, Luis Resto             | 3:10                    |
| Общая длительность: | Общая длительность:   | Общая длительность:                              | Общая длительность:            | Общая длительность 8:50 |

Немецкий макси-сингл
| №                   | Название                                        | Автор(ы)                                         | Продюсеры                      | Длительность             |
| ------------------- | ----------------------------------------------- | ------------------------------------------------ | ------------------------------ | ------------------------ |
| 1.                  | «Sing for the Moment»                           | S. Tyler, M. Mathers, J. Bass, L. Resto, S. King | Eminem, Jeff Bass (сопродюсер) | 5:40                     |
| 2.                  | «Rabbit Run»                                    | M. Mathers, L. Resto                             | Eminem, Luis Resto             | 3:10                     |
| 3.                  | «Sing for the Moment» (инструментальная версия) | S. Tyler, M. Mathers, J. Bass, L. Resto, S. King | Eminem, Jeff Bass (сопродюсер) | 5:40                     |
| 4.                  | «Sing for the Moment» (видеоклип)               | S. Tyler, M. Mathers, J. Bass, L. Resto, S. King | Eminem, Jeff Bass (сопродюсер) | 5:40                     |
| Общая длительность: | Общая длительность:                             | Общая длительность:                              | Общая длительность:            | Общая длительность 20:10 |

Издание для Великобритании
| №                   | Название                                        | Автор(ы)                                         | Продюсеры                      | Длительность             |
| ------------------- | ----------------------------------------------- | ------------------------------------------------ | ------------------------------ | ------------------------ |
| 1.                  | «Sing for the Moment»                           | S. Tyler, M. Mathers, J. Bass, L. Resto, S. King | Eminem, Jeff Bass (сопродюсер) | 5:40                     |
| 2.                  | «Sing for the Moment» (инструментальная версия) | S. Tyler, M. Mathers, J. Bass, L. Resto, S. King | Eminem, Jeff Bass (сопродюсер) | 5:40                     |
| 3.                  | «Rabbit Run»                                    | M. Mathers, L. Resto                             | Eminem, Luis Resto             | 3:10                     |
| 4.                  | «Sing for the Moment» (видеоклип)               | S. Tyler, M. Mathers, J. Bass, L. Resto, S. King | Eminem, Jeff Bass (сопродюсер) | 5:40                     |
| Общая длительность: | Общая длительность:                             | Общая длительность:                              | Общая длительность:            | Общая длительность 20:10 |

### Чарты
| Чарт (2003)                                       | Наивысшая позиция |
| ------------------------------------------------- | ----------------- |
| Australian Singles Chart                          | 5                 |
| Austrian Singles Chart                            | 7                 |
| Belgian Singles Chart (Flanders)                  | 6                 |
| Belgian Singles Chart (Wallonia)                  | 15                |
| Canadian Hot 100                                  | 2                 |
| Danish Singles Chart                              | 4                 |
| Eurochart Hot 100                                 | 2                 |
| Finnish Singles Chart                             | 5                 |
| French Singles Chart                              | 28                |
| German Singles Chart                              | 5                 |
| Irish Singles Chart                               | 3                 |
| Italian Singles Chart                             | 5                 |
| Netherlands Singles Chart                         | 8                 |
| New Zealand Singles Chart                         | 5                 |
| Norwegian Singles Chart                           | 10                |
| Portugal Singles Chart                            | 1                 |
| Romanian Singles Chart                            | 11                |
| Swedish Singles Chart                             | 11                |
| Swiss Singles Chart                               | 8                 |
| UK Singles Chart                                  | 6                 |
| U.S. Billboard Hot 100                            | 14                |
| U.S. Billboard Bubbling Under R&B/Hip-Hop Singles | 1                 |
| U.S. Billboard Hot Rap Tracks                     | 18                |
| Uzbek Singles Chart                               | 26                |